# پی‌ای‌اس-۴
پی‌ای‌اس-۴ (انگلیسی: PAS-4) توسط شرکت هواپیماسازی هیوز، به وسیله جت بوئینگ ۶۰۱ ماهواره‌بر ساخته شد.

## مشخصات ماهواره
جرم آن در هنگام پرتاب توسط پرتابگر ۲۹۲۰ کیلوگرم (۶۴۴۰ پوند) بود که در زمان عملیاتی شدن به حدود ۱۷۲۷ کیلوگرم (۳۸۰۷ پوند) کاهش می‌یافت. این فضاپیما که برای عمر عملیاتی ۱۵ ساله طراحی شده بود، مجهز به ۲۰ فرستنده باند سی و ۳۰ باند کی‌یو مجهز بود. دو پنل صفحات خورشیدی در فضاپیما، که دهانه آنها ۲۶متر (۸۵فوت) بود، ۴/۷ کیلو وات انرژی در اولین بار راه‌اندازی فضاپیما تولید کردند که انتظار می‌رفت تا پایان عمر عملیاتی ماهواره تا حدود ۴/۳ کیلووات کاهش یابد.

## پرتاب
شرکت چندملیتی آریان‌اسپیس مسئولیت پرتاب پی‌ای‌اس-۴را با استفاده از پرتابگر آریان ۴، شماره پرواز وی-۷۶، و به شماره 42L H10-۳ به فضا پرتاب کرد. پرتاب در روز ۳ اوت ۱۹۹۵ از پایگاه فضایی گویان، فرانسه در کورو (کمون) گویان فرانسه به ساعت ۲۲/۵۸ شب به وقت ساعت هماهنگی جهانی انجام گرفت.